# Aurélie Monvoisin
Aurélie Monvoisin (Montreuil, 25 dicembre 1997) è una pattinatrice di short track francese.

## Biografia
Pattinatrice del nion Sportive Fontenaysienne di Fontenay-sous-Bois, si allena presso il Pôle France a Font-Romeu, dove è allenata da Annie Sarlat.
Ha rappresentato la Francia all'Universiade invernale di Krasnojarsk 2019, dove ha vinto l'oro nei 500 metri e l'argento nei 1000 e 1500 metri.
Si è laureata campionessa continentale a Danzica 2021, nella staffetta 3000 metri, gareggiando con le connazionali Gwendoline Daudet, Tifany Huot-Marchand e Aurélie Lévêque. Con le stesse compagne ai mondiali di Dordrecht 2021 ha vinto la medaglia d'argento nella staffetta 3000 metri, terminando alle spalle dei Paesi Bassi.

## Palamarès
- Mondiali

Dordrecht 2021: argento nella staffetta 3000 m;
- Europei

Danzica 2021: oro nella staffetta 3000 m;
- Universiadi

Krasnojarsk 2019: oro nei 500 m; argento nei 1000 m; argento nei 1500;